# Чиверкья, Франческа
Франческа Чиверкья (итал. Francesca Civerchia; род. 18 сентября 1977, Сан-Марино) — сан-маринский социолог, политический и государственный деятель. Член правления Сан-маринской христианско-демократической партии (PDCS). Капитан-регент Сан-Марино совместно с Далибором Риккарди с 1 октября 2024 года по 1 апреля 2025 года. Член Генерального совета Сан-Марино с 2019 года.

## Биография
Родилась 18 сентября 1977 года.
Получила степень бакалавра в области социологии здоровья и степень магистра коммуникаций.
Является ответственной за службу помощи инвалидам Института социальной безопасности (ISS) Сан-Марино.
Член Сан-маринской христианско-демократической партии (PDCS) с 2013 года, с 2019 года — член правления PDCS.
По результатам парламентских выборов 8 декабря 2019 года избрана в Генеральный совет Сан-Марино. Переизбрана на парламентских выборах 9 июня 2024 года. 18 июля избрана заместителем председателя группы советников PDCS.
4 сентября 2024 года PDCS выдвинула Франческу Чиверкья кандидатом в капитаны-регенты Сан-Марино на срок с 1 октября до 1 апреля 2025 года. 11 сентября правление Libera выдвинуло Далибора Риккарди кандидатом в капитаны-регенты Сан-Марино. 16 сентября Генеральный совет Сан-Марино избрал их капитанами-регентами Сан-Марино. 1 октября Риккарди и Чиверкья торжественно вступили в должность.

## Личная жизнь
Является матерью двух детей — Франческо (Francesco) и Федерико (Federico).